# Lilltjärnen (Ströms socken, Jämtland, 708697-148388)
Lilltjärnen är en sjö i Strömsunds kommun i Jämtland och ingår i Ångermanälvens huvudavrinningsområde. Sjön har en area på 0,17 kvadratkilometer och ligger 287,9 meter över havet.

## Delavrinningsområde
Lilltjärnen ingår i det delavrinningsområde (710087-147945) som SMHI kallar för Utloppet av Ströms Vattudal. Medelhöjden är 321 meter över havet och ytan är 457,57 kvadratkilometer. Räknas de 743 avrinningsområdena uppströms in blir den ackumulerade arean 6 416,54 kvadratkilometer. Faxälven som avvattnar avrinningsområdet har biflödesordning 2, vilket innebär att vattnet flödar genom totalt 2 vattendrag innan det når havet efter 186 kilometer. Avrinningsområdet består mestadels av skog (55 procent). Avrinningsområdet har 146,19 kvadratkilometer vattenytor vilket ger det en sjöprocent på 31,9 procent. Bebyggelsen i området täcker en yta av 5,09 kvadratkilometer eller 1 procent av avrinningsområdet.